# لوئیجی آریزیو
لوئیجی آریزیو (ایتالیایی: Luigi Arisio); (زاده ۲۵ مارس ۱۹۲۶ – درگذشته ۲۹ سپتامبر ۲۰۲۰) سیاستمدار ایتالیایی بود.

## زندگی
آریزیو در ۲۵ مارس ۱۹۲۶ در تورین به دنیا آمد. در طول تصدی خود در فیات، آریزیو گروهی را برای کارکنان اداری شرکت در سال تأسیس کرد. در ۱۴ اکتبر ۱۹۸۰، آریزیو اقدام ضد تظاهرات علیه اقدامات اعتصابی سازماندهی شده توسط اتحادیه کارگران کارخانه را رهبری کرد. پایان اعتصاب ۳۵ روزه به این اقدام نسبت داده شد، که به عنوان لحظه‌ای تأثیرگذار در تاریخ کارگری ایتالیا تلقی شد. آریزیو از سال ۱۹۸۳ تا ۱۹۸۷ یک دوره به عنوان عضو اتاق نمایندگان به نمایندگی از حزب جمهوری‌خواه ایتالیا خدمت کرد. تلاش او برای انتخاب مجدد موفقیت‌آمیز نبود.

## درگذشت
آریزیو در ۲۹ سپتامبر ۲۰۲۰ در ۹۴ سالگی درگذشت.